# Марковський Юрій Михайлович
Юрій Михайлович Марковський (1904—1954) — український гідробіолог і зоолог, кандидат біологічних наук, старший науковий співробітник Інституту гідробіології АН УРСР. 
Вивчав різноманіття прісноводних безхребетних тварин України.

## Життєпис
У 1927 році закінчив кафедру зоології безхребетних Київського університету (тоді — «Київський інститут народної освіти»). Ще під час навчання з 1922 року почав працювати асистентом на Дніпровській біологічній станції ВУАН і згодом з перервами продовжив роботу в цій установі, яку з 1939 року було реорганізовано на Інститут гідробіології АН УРСР. У 1946—1949 роках був вченим секретарем цієї установи, у 1946—1954 — старший науковий співробітник відділу загальної гідробіології Інституту гідробіології.